# 임호기
임호기(1986년 12월 28일 ~ )는 대한민국의 성우이다. 2014년에 KBS 공채 39기 성우로 입사했다.

## 외화
- 닥터후 시즌 10(KBS) - 트리시우스(벤 헌터)
- 디셉션(KBS) -  테디(존 사이파)

## 라디오 드라마

### 소설극장(KBS 3라디오)
- 2014.05.20 ~ 2014.08.15 루이자 메이 올컷 <작은 아씨들> (독일인교수)
- 2014.09.13 ~ 2014.11.10 정유정 <28> (박주환)
- 2014.12.22 ~ 2015.01.16 정재민 <보헤미안 랩소디> (나-하지환)
- 2015.01.17 ~ 2015.05.07 미구엘 드 세르반테스 <돈 끼호테> (돈 끼호테)
- 2015.10.03 ~ 2015.11.26 이광수 <무정> (병국)
- 2015.11.27 ~ 2016.01.08 양귀자 <원미동 사람들> (강노인/사장)

### 라디오 극장(KBS 한민족 방송)
- 2014.03-04 천명관 <고래> (인부/이웃남/선주/야쿠자/사내/노인3/손님2/안사장/교도관1)
- 2015.02 조정래 <인간연습> (강민규)
- 2015,04 정유정 <7년의 밤> (박주임)
- 2015.05 박민규 <삼미수퍼스타즈의 마지막 팬클럽> (금광옥/장인/상사)
- 2015.06 이창훈 <라이언> (어른/엄성호/민들레아버지)
- 2015.09 박하익 <선암여고 탐정단> (채율부)
- 2015.10 박수정 <프로젝트 S> (공장장)
- 2015.11 작자미상 <전우치> (전중부)
- 2015.12 서진 <하트브레이크 호텔>
- 2016.01 김휘 <해마도시> (심교육관)

### 라디오 독서실(KBS 2라디오)
- 2014.02.23 이태영 <길을 잃다> (소수종족장)
- 2014.03.02 윤이형 <쿤의 여행> (의사)
- 2014.03.23 편혜영 <몬순> (의사)
- 2014.03.30 박형서 <무한의 흰 벽> (관리소직원)
- 2014.04.06 임철우 <세상의 모든 저녁 1편> (아버지)
- 2014.04.13 임철우 <세상의 모든 저녁 2편> (206호)
- 2014.04.20 윤고은 <월리를 찾아라> (사진사)
- 2014.04.27 김경욱 <승강기> (노인2)
- 2014.05.04 조경란 <밤을 기다리는 사람에게> (아버지)
- 2014.05.11 박완서 <후남아, 밥 먹어라> (남동생)
- 2014.05.18 윤정환 <짬뽕> (달풍)
- 2014.05.25 하성란 <여름의 맛> (부장)
- 2014.06.01 김금희 <옥화> (시형)
- 2014.06.08 최은영 <쇼코의 미소> (감독)
- 2014.06.15 정지아 <자본주의의 적> (강사)
- 2014.06.22 황정은 <상류엔 맹금류> (의사)
- 2014.06.29 기준영 <이상한 정열> (말희 남편)
- 2014.07.06 정미경 <목놓아 우네> (도팀장)
- 2014.07.13 최인석 <초록이 지쳐 단풍 드는데> (아빠/손님6)
- 2014.07.27 김재은 <숫자 꿈> (중년 남)
- 2014.08.10 이수광 <진격의 미친 여자> (엔)
- 2014.08.17 조동신 <해골술잔> (조대현)
- 2014.08.24 양수련 <그리고 예외는 없다> (식당주인)
- 2014.08.31 이장욱 <우리 모두의 정귀보> (아버지)
- 2014.09.07 김숨 <초야> (아버지)
- 2014.09.14 전성태 <성묘> (김중사)
- 2014.09.21 표명희 <심야의 소리 mp3> (의사)
- 2014.09.28 김용희 <향나무 베개를 베고 자는 잠> (K)
- 2014.10.05 윤이형 <굿바이> (인간3)
- 2014.10.12 백영옥 <결혼기념일> (친정아버지)
- 2014.10.19 한창훈 <여수친구> (수위아저씨)
- 2014.10.26 윤고은 <오두막> (경찰)
- 2014.11.09 김미월 <만보 걷기> (남자)
- 2014.11.16 정희선 <쏘아 올리다> (부동산/웨이터)
- 2014.11.23 박솔뫼 <그럼 무얼 부르지> (은발남)
- 2014.11.30 황정은 <누가> (사장)
- 2014.12.07 구효서 <별명의 달인> (시방새)
- 2014.12.14 강진 <멸종의 기록> (고객1)
- 2014.12.21 은희경 <금성녀> (완규아빠)
- 2015.01.04 작자미상 <금방울전> (장원/도적2)
- 2015.01.18 이은희 <선긋기> (경비)
- 2015.01.25 장성욱 <수족관> (중년남)
- 2015.02.08 전민석 <다른 나라에서> (야구선수1)
- 2015.02.15 이만교 <표정 관리 주식회사> (저자2)
- 2015.02.22 전성태 <소풍> (중년)
- 2015.03.01 윤성희 <휴가> (박)
- 2015.03.08 김희선 <라면의 황제> (심사위원/동호회원2)
- 2015.03.15 이장욱 <크리스마스 캐럴> (강사)
- 2015.03.29 천정완 <동탯국> (형)
- 2015.04.12 하성란 <개를 데리고 다니는 여인> (최원장)
- 2015.05.03 이평재 <악어패밀리> (학주)
- 2015.05.17 나경화 <쿙쿙> (생산팀장/마미코아빠)
- 2015.06.14 손보미 <임시교사> (아이아빠)
- 2015.06.21 김연수 <벚꽃새해> (해설)
- 2015.07.26 이승영 <어떤 살인사건> (이원장)
- 2015.09.06 조해진 <사물과의 작별> (서군)
- 2015.09.27 작자미상 <장화홍련전> (정동호)
- 2015.10.04 이기호 <권순찬과 착한 사람들> (입주민대표)
- 2015.11.01 윤성희 <가볍게 하는 말> (아버지)
- 2015.11.29 윤민우 <원피스> (변호사)
- 2015.12.13 장강명 <알바생 자르기> (사장)
- 2016.01.17 이청해 <어디까지 왔니> (해설)

### KBS 무대(KBS 한민족 방송)
- 2014.03.22 <붕어빵> (직원2)
- 2014.04.26 <아버지의 땅> (박씨)
- 2014.05.24 <요조숙녀 왕순진의 날갯짓> (해설)
- 2014.05.31 <사랑은 늙지 않는다> (복만친구)
- 2014.06.28 <아내를 의심하지 마라> (광식)
- 2014.07.19 <문을 닫다> (송검시관)
- 2014.08.09 <로맨스 마마> (경호원)
- 2014.09.06 <마흔살의 커밍아웃> (영석)
- 2014.09.13 <그림 바깥의 풍경> (행인)
- 2014.09.27 <잇꽃 붉은 날> (소장)
- 2014.10.04 <너무도 당당한 그녀> (서장)
- 2014.11.01 <천국에서 온 편지> (이사장/인부1)
- 2014.11.08 <윤달> (사채업자1)
- 2014.11.22 <젊은 느티나무> (경비)
- 2014.11.29 <가족의 탄생> (소리1)
- 2014.12.13 <말 못하는 남자> (의사)
- 2014.12.20 <탄원서 쓰는 여자> (국선변호사)
- 2014.12.27 <그림자를 견뎌라> (준석)
- 2015.01.03 <문선생,히말라야를 가다> (유선생)
- 2015.01.10 <매미를 엿보다> (박석)
- 2015.01.17 <첫사랑 사수 대작전> (밴드2)
- 2015.01.24 <소금이 온다> (아나운서남)
- 2015.01.31 <쥐가 나타났다> (관리인)
- 2015.02.14 <잔혹낙원> (대표)
- 2015.02.21 <통화> (깡의 부)
- 2015.03.07 <행복을 지켜드립니다> (원장)
- 2015.03.14 <악행컴퍼니> (C팀실장)
- 2015.03.21 <임사 체험> (저승사자)
- 2015.04.04 <상어가 멈춘다> (종대)
- 2015.04.18 <어느 쨍한 날> (판사)
- 2015.04.25 <논개> (의병2)
- 2015.05.02 <장군멍군> (청년2)
- 2015.05.09 <아버지의 이름으로> (박경장)
- 2015.05.23 <껌뱉지 맙시다> (나레이션)
- 2015.06.06 <박색춘향> (포졸)
- 2015.06.13 <햇살에 쓰는 일기> (교도관)
- 2015.06.27 <위대한 유산> (주민2)
- 2015.07.18 <못난이들의 여름> (김영권)
- 2015.07.25 <두번의 살인> (재근)
- 2015.08.08 <금혼식> (동준)
- 2015.08.15 <기적소리> (김태주)
- 2015.08.22 <세상은 요지경> (동식)
- 2015.09.12 <별일 없이 산다> (형사)
- 2015.10.03 <연극이 끝난 후> (남자)
- 2015.10.17 <맞아야 사는 남자, 때려야 사는 남자> (똘마니)
- 2015.11.07 <파가니니를 위하여> (친구1)
- 2015.11.21 <아버지의 탄생> (의사1)
- 2015.12.12 <카페라떼의 여자> (남자2)

### 연속낭독(KBS 3라디오)
- 2015.04.12 ~ 05.14 엄기호 <단속사회>

### 라디오 여행기(KBS 3라디오)
- 2015.10.08 ~ 2015.11.05 정도선, 박진희 <오늘이 마지막은 아닐 거야>

## 같이 보기
- 한국방송 성우극회